# Novostroika (Volgograd)
|  | Per a altres significats, vegeu «Novostroika». |

Novostroika (en rus: Новостройка) és un poble (un possiólok) de l'óblast de Volgograd, a Rússia, segons el cens del 2010 tenia 1.926 habitants. Pertany al districte municipal de Pal·làssovka.